# Manta (Colômbia)
Manta é um município da Colômbia, localizado na província Almeidas, departamento de Cundinamarca.